# Теплоёмкость идеального газа

Теплоёмкость определяется суммой поступательных, вращательных и удвоенным числом колебательных степеней свободы.

Теплоёмкость идеального газа —  отношение количества теплоты, сообщённой газу {\displaystyle \delta Q}, к изменению температуры {\displaystyle dT}, которое при этом произошло {\displaystyle C={\frac {\delta Q}{dT}}} .

## Удельная и молярная теплоёмкость
Молярная теплоёмкость — теплоёмкость 1 моля вещества :
{\displaystyle C_{M}={\frac {C}{\nu }}={\frac {1}{\nu }}{\frac {\delta Q}{\Delta T}},}
где {\displaystyle \nu =m/M,} {\displaystyle m} — масса, {\displaystyle M} — молярная масса вещества.
Теплоёмкость единичной массы вещества называется удельной теплоёмкостью и, в системе СИ, измеряется в Дж/(кг·К).
Формула расчёта удельной теплоёмкости:
где c — удельная теплоёмкость, m — масса нагреваемого (охлаждающегося) вещества.

## Теплоёмкость идеального газа визопроцессах

### Адиабатический
В адиабатическом процессе теплообмена с окружающей средой не происходит, то есть {\displaystyle dQ=0}. Однако, объём, давление и температура меняются, то есть {\displaystyle dT\neq 0}.
Следовательно, теплоёмкость идеального газа в адиабатическом процессе равна нулю: {\displaystyle C={0 \over dT}=0}.

### Изотермический
В изотермическом процессе постоянна температура, то есть {\displaystyle dT=0}. При изменении объёма газу передаётся (или отбирается) некоторое количество тепла. Следовательно, теплоёмкость идеального газа равна плюс-минус бесконечности: {\displaystyle C\to \pm \infty }

### Изохорный
В изохорном процессе постоянен объём, то есть {\displaystyle \delta V=0} и, следовательно газ не совершает работы. Первое Начало Термодинамики для изохорного процесса имеет вид:
{\displaystyle dU=\delta Q=\nu C_{V}dT.\qquad (1)}
А для идеального газа
{\displaystyle dU={\frac {i}{2}}\nu R\Delta T.}
Таким образом,
{\displaystyle C_{V}={\frac {i}{2}}R,}
где {\displaystyle i} — число степеней свободы частиц газа.
Другая формула:
{\displaystyle C_{V}={\frac {R}{\gamma -1}},}
где {\displaystyle \gamma } — показатель адиабаты, {\displaystyle R} — газовая постоянная газа.

### Изобарный
Молярная теплоёмкость при постоянном давлении обозначается как {\displaystyle C_{p}}. В идеальном газе она связана с теплоёмкостью при постоянном объёме соотношением Майера {\displaystyle C_{p}=C_{v}+R}.
Уравнение Майера вытекает из первого начала термодинамики:
{\displaystyle \delta Q=\mathrm {d} U+\delta A,\qquad (2)}.
В рассматриваемом случае, согласно определению теплоёмкости:
{\displaystyle \delta Q=C_{p}\mathrm {d} T,}
Учитываем, что работа газа равна : 
{\displaystyle \delta A=\mathrm {d} (pV)=nR\mathrm {d} T\qquad =p\mathrm {d} V\qquad +V\mathrm {d} p\qquad =p\mathrm {d} V\qquad ,(V\mathrm {d} p\qquad =0)(3)}
Согласно уравнению Менделеева — Клапейрона для одного моля газа:
{\displaystyle p\mathrm {d} V=R\mathrm {d} T.\qquad (4)}
Подставляя уравнение (4) в (3) получаем:
{\displaystyle \delta A=R\mathrm {d} T\qquad (5)}
Так как   энергия одной молекулы равна {\displaystyle <e>={\frac {i}{2}}kT} (6), то и внутренняя энергия в целом и при изобарном процессе будет определяться по соотношению (1). Следовательно, подставляя уравнения (1) и (5) в (2) получаем соотношение Майера.
Молекулярно-кинетическая теория позволяет вычислить значения молярной теплоёмкости для классического идеального газа газов через значение универсальной газовой постоянной исходя из уравнения (6) и предположения, что молекулы газа не взаимодействуют между собой:
- для общего случая {\displaystyle C_{p}={\frac {i+2}{2}}R,}
- для одноатомных газов {\displaystyle C_{p}={\frac {5}{2}}R,} то есть около 20.8 Дж/(моль·К);
- для двухатомных газов и многоатомных газов с линейными молекулами[Комм 2] {\displaystyle C_{p}={\frac {7}{2}}R,} то есть около 29.1 Дж/(моль·К);
- для многоатомных газов с нелинейными молекулами[Комм 2] {\displaystyle C_{p}=4R,} то есть около 33.3 Дж/(моль·К).

Теплоёмкости можно также определить исходя из уравнения Майера, если известен показатель адиабаты, который можно измерить экспериментально (например, с помощью измерения скорости звука в газе или используя метод Клемана — Дезорма).
Теплоёмкость реального газа может значительно отклоняться от теплоёмкости идеального газа. Так, при температуре в 25 °С и атмосферном давлении атомарный водород имеет теплоёмкость 2,50R , а атомарный кислород — 2,63R. Также теплоёмкость реального газа зависит от температуры.

## Комментарии
1. ↑  i — сумма числа поступательных, числа вращательных и удвоенного числа колебательных степеней свободы
2. 1 2  При жёсткой связи между атомами, то есть колебательные степени свободы исключены из рассмотрения. Примером трёхатомной линейной молекулы служит цианистый водород HCN.